# Rose-Adélaïde Ducreux
Rose-Adélaïde Ducreux (Parigi, 1761 – Saint-Domingue, 1802) è stata una pittrice e musicista francese.

## Biografia
Figlia di Joseph Ducreux (di cui fu anche allieva) e di Philippine-Rose Cosse, Rose-Adélaïde Ducreux debuttò, insieme al padre, nel 1791, al Museo del Louvre con un ritratto di giovane donna e con un'autoritratto con arpa in stile neoclassico, oggi esposto al Metropolitan Museum of Art. Rose-Adélaïde continuò ad esibire ritratti fino al 1799. Nel 1801 si trasferì a Saint-Domingue, in seguito al matrimonio con François-Jacques Lequoy de Montgiraud (1748–1804), prefetto coloniale a Saint-Domingue. 
Morì nel 1802, quando si ammalò di febbre gialla, in seguito ad una epidemia che in quell'anno colpì duramente la colonia francese.